# Roy Peter Link

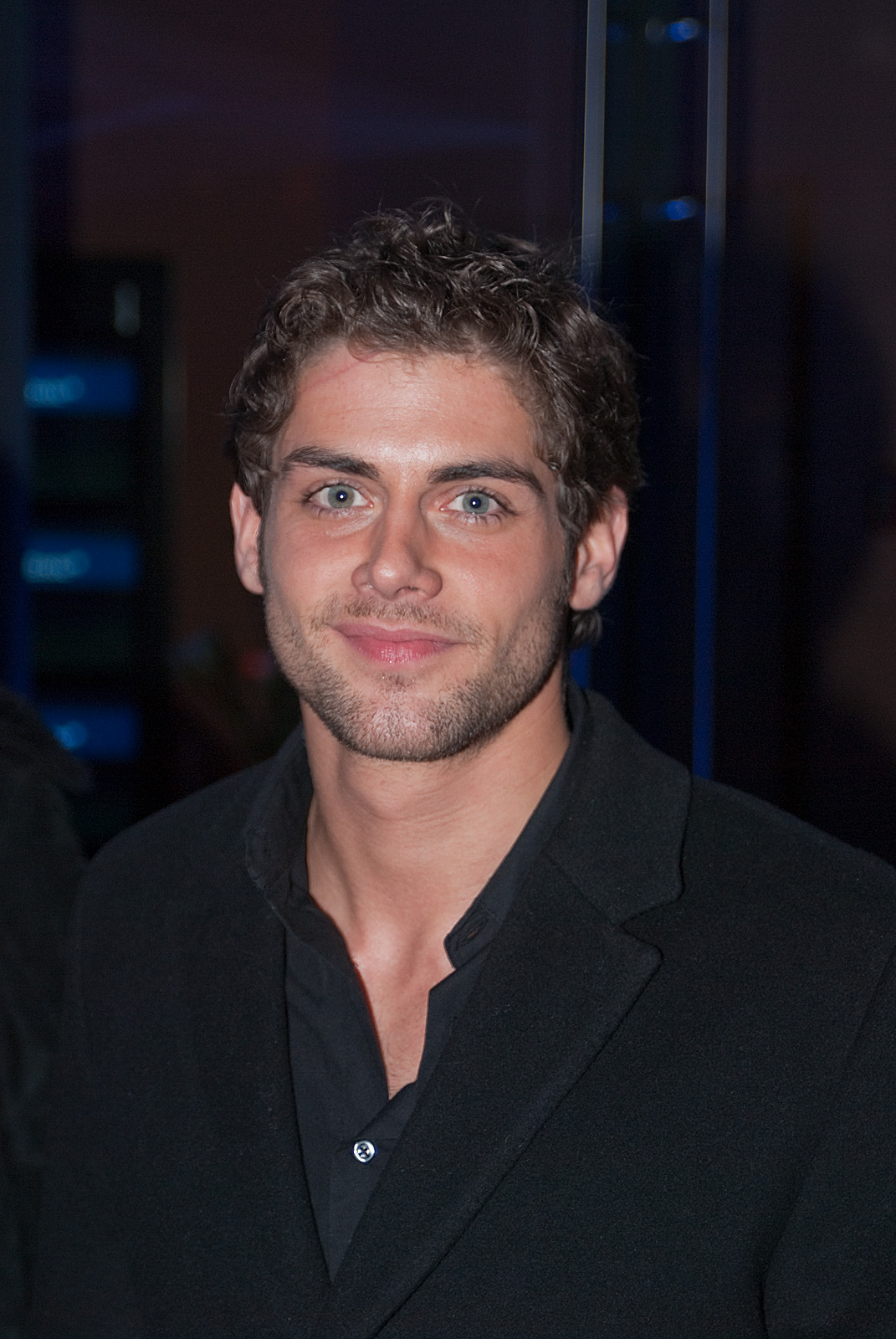
Roy Peter Link (2009)

Roy Peter Link (* 9. Juni 1982 in Köln), früheres Pseudonym Roy Peter Marino, ist ein deutscher Schauspieler.

## Leben
Link wuchs im Münsterland in Ahaus-Wessum auf und zog nach Köln, wo er kleinere Jobs verrichtete. Ohne ausgebildeter Schauspieler zu sein, erhielt er eine erste Fernsehrolle als Jochen in Bravo TV. Bald darauf folgten die Rollen Ron Steiger in Marienhof und Gabriel in Schulmädchen. Nebenbei drehte er einige Kurzfilme. In der RTL-Soap Unter uns spielte er 2005 für mehrere Monate die Rolle des Alexander Aschenberg.
Vom 6. November 2006 bis zum 12. Juni 2008 war er in der Telenovela Rote Rosen als Hans-Karl „Hacki“ von Attendorn zu sehen. In Anna und die Liebe spielte er von August 2008 bis März 2010 an der Seite von Jeanette Biedermann die männliche Hauptrolle Jonas Broda. Ab Oktober 2010 war er erneut in dieser Rolle zu sehen. Im November 2010 starb seine Figur den Serientod, von da an trat diese als Geist einer Art „Zwischenwelt“ auf. Link verließ die Serie im Februar 2011. 2010 wurde Link für seine Figur in Anna und die Liebe mit dem Bravo Otto in Bronze der Zeitschrift Bravo in der Kategorie „TV-Star (männlich)“ ausgezeichnet.
Von Mai 2012 bis Januar 2015 spielte Link in der Fernsehserie In aller Freundschaft als Dr. Niklas Ahrend eine der Hauptrollen.
In dem Märchenfilm Von einem, der auszog, das Fürchten zu lernen (2014) spielte Link Caspar, den Bruder von Michel, der das Fürchten lernen will.
Ab Januar 2015 spielte er Dr. Niklas Ahrend, eine der Hauptrollen, in der Arztserie In aller Freundschaft – Die jungen Ärzte, die ein Spin-off von In aller Freundschaft ist. Im Dezember 2018 wurde sein Ausstieg aus der Serie bekanntgegeben. Die letzte Folge mit ihm wurde im Mai 2019 ausgestrahlt.

## Filmografie
- 2000: Glasshaus (Kurzfilm)
- 2001: Schulhof (Kurzfilm)
- 2003: Bravo TV (Fernsehsendung)
- 2004: Marienhof (Fernsehserie, 4 Folgen)
- 2005: Unter uns (Fernsehserie, mehrere Folgen)
- 2005: Schulmädchen (Fernsehserie, Folge: Hilfe, ich bin lesbisch)
- 2006–2008: Rote Rosen (Fernsehserie, 375 Folgen)
- 2008–2011: Anna und die Liebe (Fernsehserie, 466 Folgen)
- 2010: Inga Lindström – Prinzessin des Herzens (Fernsehreihe)
- 2011: Danni Lowinski (Fernsehserie, Folge: Falsche Wahl)
- 2012: Das Traumhotel – Vietnam (Fernsehreihe)
- 2012: Im Alleingang – Die Stunde der Krähen (Fernsehreihe)
- 2012–2015, 2016, 2017, 2018: In aller Freundschaft (Fernsehserie)
- 2013: Blutsschwestern – jung, magisch, tödlich
- 2013: In aller Freundschaft: Bis zur letzten Sekunde (Fernsehfilm)
- 2013: Im Alleingang – Elemente des Zweifels
- 2013: Kreuzfahrt ins Glück – Hochzeitsreise in die Provence (Fernsehreihe)
- 2014: Von einem, der auszog, das Fürchten zu lernen
- 2015–2019: In aller Freundschaft – Die jungen Ärzte (Fernsehserie)
- 2015: SOKO München (Fernsehserie, Folge: Work Hard)
- 2016: Tatort: Der König der Gosse (Fernsehreihe)
- 2018: In aller Freundschaft – Die Krankenschwestern (Fernsehserie, Folge: Ganz oder gar nicht)
- 2018: Matti und Sami und die drei größten Fehler des Universums
- 2018: Invisible Sue – Plötzlich unsichtbar